# 에드워드 권
에드워드 권(Edward Kwon, 본명 권영민, 1971년 2월 10일~)은 대한민국의 셰프, 요리사, 요리연구가이다. 2008년까지는 두바이의 부르즈 알 아랍의 수석주방장을 역임했다. 2020년 11월부터 '에드워드권-집콕집쿡'이라는 유튜브 채널을 운영 중이다.

## 저서
- 《일곱 개의 별을 요리하다》
- 《인생기출 문제집 1》
- 《에디스 카페》
- 《에드워드 권 인 더 키친》
- 《1:100 요리 에드워드 권》

## 방송
- SBS 《스타쉐프》 (파일럿 프로그램)
- QTV 《에드워드 권의 Yes Chef》
- tvN 《백지연의 피플 Inside》
- FoodTV 《에드워드 권의 라이브 키친》
- EBS 《FM 모닝스페셜 "What's up Chef?"》
- MBC 다큐 《그날》
- KBS 《김승우의 승승장구》
- KBS 《남자의 자격》 라면대회 편
- KBS 《생방송 오늘》
- KBS 《생생정보통》
- SBS 《쿡킹 코리아》
- MBC 에브리원 《비디오스타》

## 드라마
- 2012년 MBC 《신들의 만찬》 - '사나래'의 요리사 역(특별출연)
- 2012년~2013년 SBS 《청담동 앨리스》 - 에드워드 권 역(특별출연)

## 같이 보기
- 승우아빠(목진화)